# Gaylord (Minnesota)
Pour les articles homonymes, voir Gaylord.
La ville de Gaylord est le siège du comté de Sibley, dans l’État du Minnesota, aux États-Unis. Sa population s’élevait à 2 305 habitants lors du recensement de 2010, estimée à 2 233 habitants en 2016.

## Source
- (en) Cet article est partiellement ou en totalité issu de l’article de Wikipédia en anglais intitulé « Gaylord, Minnesota » (voir la liste des auteurs).